# Braunschweiger Weg

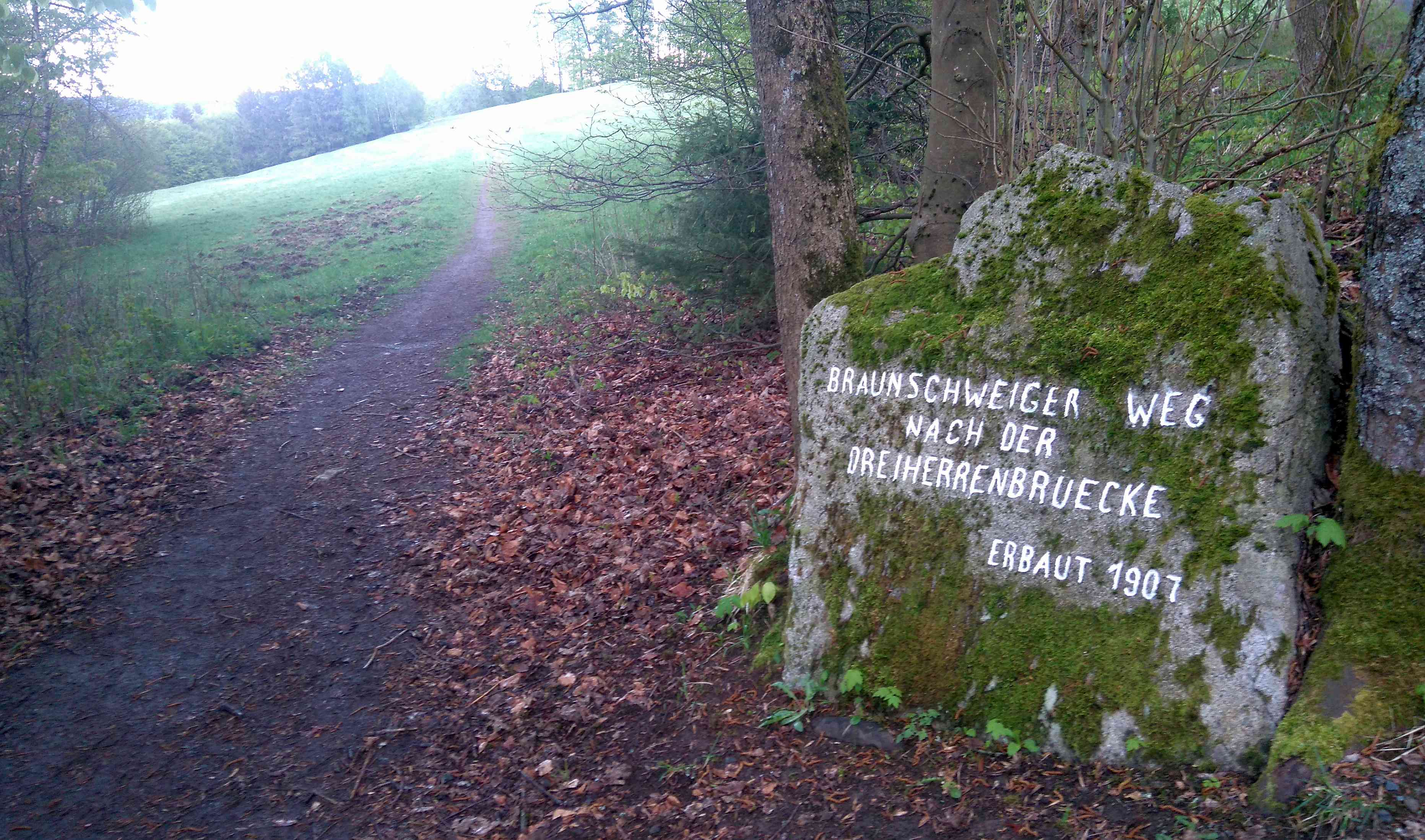
Abzweig des Braunschweiger Weges zur Dreiherrenbrücke (2019)

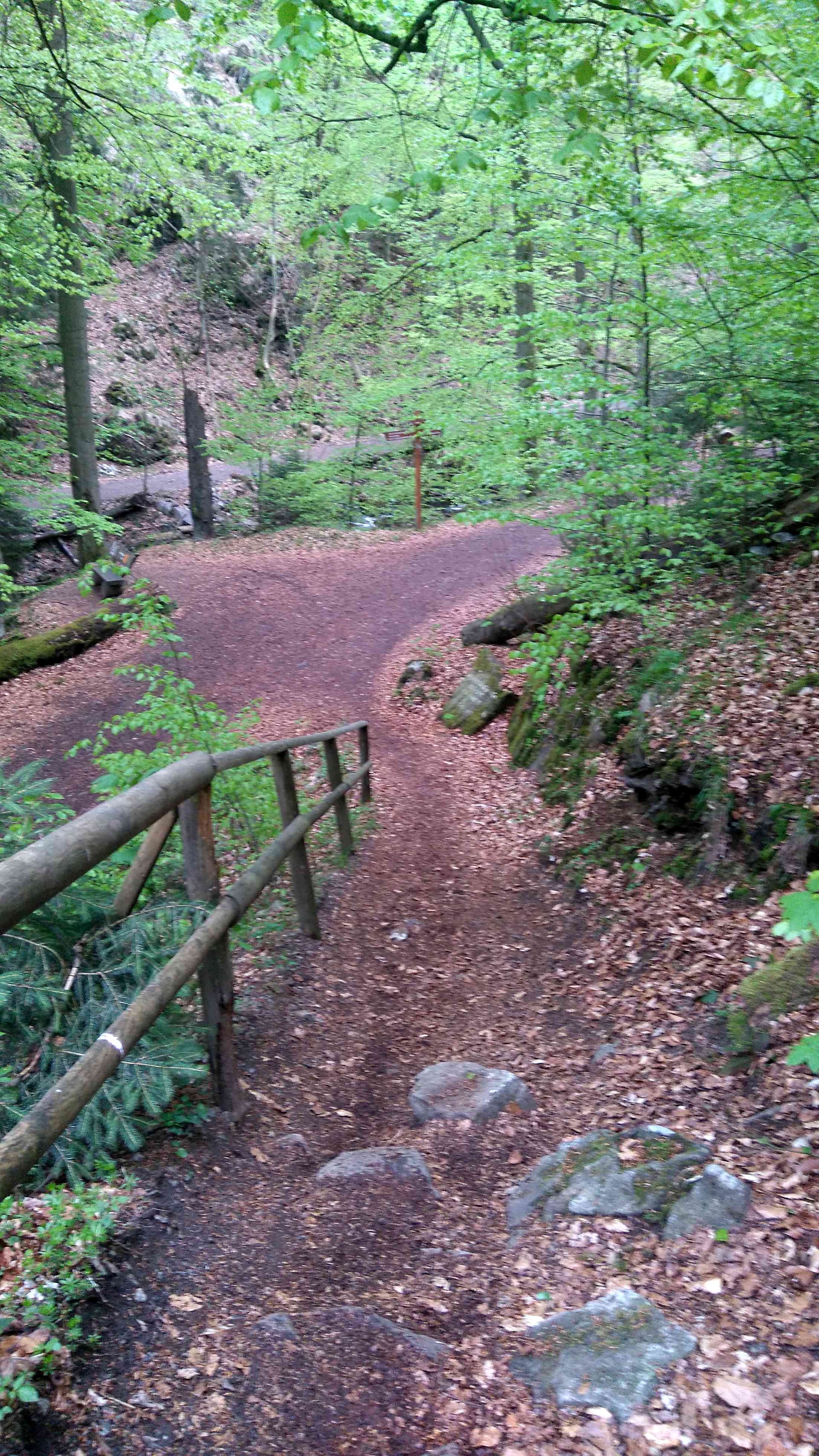
Abzweig des Braunschweiger Weges im Eckertal an der Grenze zu Sachsen-Anhalt

Der Braunschweiger Weg ist ein Wanderweg im niedersächsischen Teil des Harzes im Nationalpark Harz. Er ist Teil des Teufelsstieges, der zum Brocken führt und vom Bad Harzburg bis zu der im Eckertal gelegenen früheren Dreiherrenbrücke.

## Geschichte
Bau und Anlage des Braunschweiger Weges wurden vom Braunschweiger Zweigverein des Harzklubs in Auftrag gegeben und finanziert. Die feierliche Einweihung des Weges fand zu Michaelis am 29. September 1907 in Anwesenheit mehrerer Persönlichkeiten Braunschweigs und umliegender Orte statt. Einen ähnlichen Weg gibt es mit dem Magdeburger Weg unweit vom Torfhaus.

## Verlauf

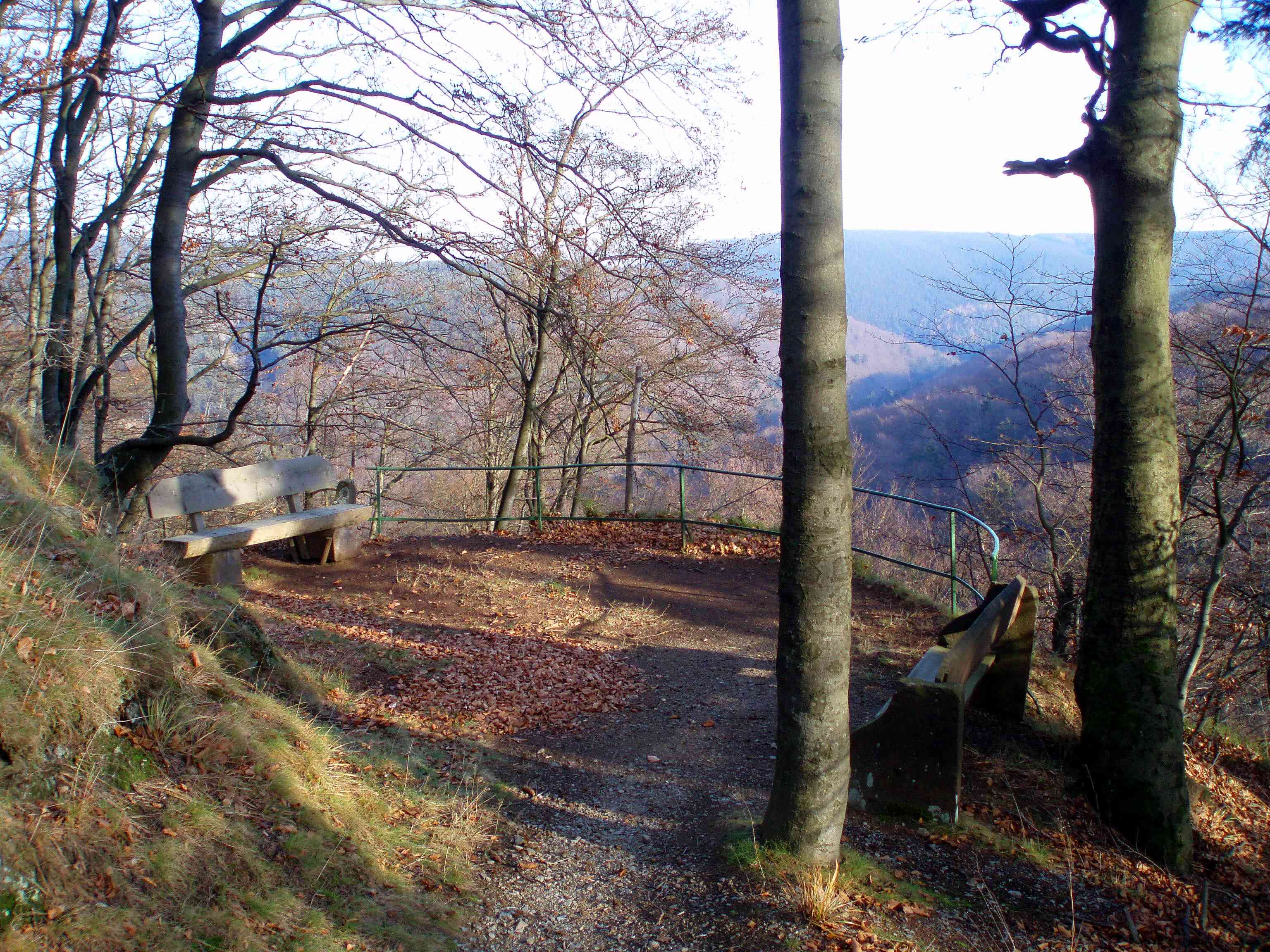
Muxklippe oberhalb des Braunschweiger Weges

Der vom Harzklub und der Verwaltung des Nationalparkes Harz mit Holzwegweisern markierte Wanderweg zweigt von dem vor einigen Jahren angelegten Waldspielplatz am Hasselteich beim Molkenhaus von der von Linienbussen während der Sommersaison genutzten und in Richtung Torfhaus führenden Fahrstraße in südöstliche Richtung ab. Er führt zunächst etwa 300 Meter quer über eine große Wiese, wo mehrere Bänke zum Verweilen einladen. Am Waldrand führt der Braunschweiger Weg zunächst relativ steil und im unteren Teil dann flacher in das Eckertal hinunter. Anfang und Ende des Braunschweiger Weges sind mit je einem großen Findling markiert, in dem sich gleichlautende Inschriften über den Bau des Weges 1907 und dessen Verlauf befinden.
Die frühere Dreiherrenbrücke existiert heute nicht mehr. Sie fiel den verschärften Grenzsicherungsmaßnahmen der DDR im Jahre 1961 zum Opfer. Aufgrund der Grenzsperrung bis Ende 1989 konnte der Braunschweiger Weg nicht mehr als Wanderweg zum Brocken genutzt werden. Erst im Jahr der Deutschen Einheit 1990 wurde der Wegverlauf auf Veranlassung des Harzklubs, der Stadt Bad Harzburg und der niedersächsischen Nationalparkverwaltung wieder reaktiviert und ausgeschildert.
Oberhalb des Punktes, an dem der Braunschweiger Weg auf die Ecker trifft, befindet sich in der Höhe die Muxklippe.

## Geologie
Am unteren Teil des Verlaufes des Braunschweiger Weges im Bereich des Eckertales finden sich mehrere Aufschlüsse von granitischen Gängen.